# Convexella magelhaenica
Convexella magelhaenica är en korallart som först beskrevs av Studer 1878.  Convexella magelhaenica ingår i släktet Convexella och familjen Primnoidae.
Artens utbredningsområde är Södra Ishavet. Inga underarter finns listade i Catalogue of Life.